# Código Seguro de Verificación
El Código Seguro de Verificación (CSV) es un término informático que designa al código único que identifica a un documento electrónico en diferentes ámbitos en los que se predica su autenticidad, y, en particular en la Administración Pública y Administración de Justicia españolas. Este código alfanumérico suele aparecer en muchos documentos electrónicos emitidos por medios telemáticos.
El término fue acuñado por la Ley de Acceso Electrónico de los Ciudadanos a los Servicios Públicos, conocida también como LAECSP o Ley 11/2007 y se utiliza en otras como la Ley 18/2011, de 5 de julio, reguladora del uso de las tecnologías de la información y la comunicación en la Administración de Justicia o la Ley 40/2015, de 1 de octubre, de Régimen Jurídico del Sector Público. El CSV está referenciado, por ejemplo, en dos artículos de la Ley 11/2007:
- Artículo 18.1.b) 
  - "Código seguro de verificación vinculado a la Administración Pública, órgano o entidad y, en su caso, a la persona firmante del documento, permitiéndose en todo caso la comprobación de la integridad del documento mediante el acceso a la sede electrónica correspondiente"
- Artículo 30.5
  - "Las copias realizadas en soporte papel de documentos públicos administrativos emitidos por medios electrónicos y firmados electrónicamente tendrán la consideración de copias auténticas siempre que incluyan la impresión de un código generado electrónicamente u otros sistemas de verificación que permitan contrastar su autenticidad mediante el acceso a los archivos electrónicos de la Administración Pública, órgano o entidad emisora."

A veces se utiliza indistintamente el término Código de Verificación Electrónica (CVE), también referido como Código de Verificación Electrónico. Sin embargo, este código CVE está compuesto por identificadores y metadatos predecibles (organismo, tipo de documento, fecha de emisión, etc.) mientras que la composición del 
Código Seguro de Verificación requiere el uso de datos no predecibles y dependientes del proceso de firma. El CVE se utiliza en documentos públicos, como el Boletín Oficial del Estado.

## Usos en el ámbito privado
En el ámbito privado, el CSV lo utilizan los Prestadores de Servicios de Confianza Digital (en terminología acuñada por el Reglamento Europeo UE 910/2014) para identificar documentos electrónicos auténticos accesibles a través de sus sistemas de Custodia Digital. Los documentos en papel que contienen transcripciones de documentos electrónicos suelen denominarse "albalá" o Copia Constatable si figura en ellos el Código Seguro de Verificación (CSV) 